# Polo Zuliani

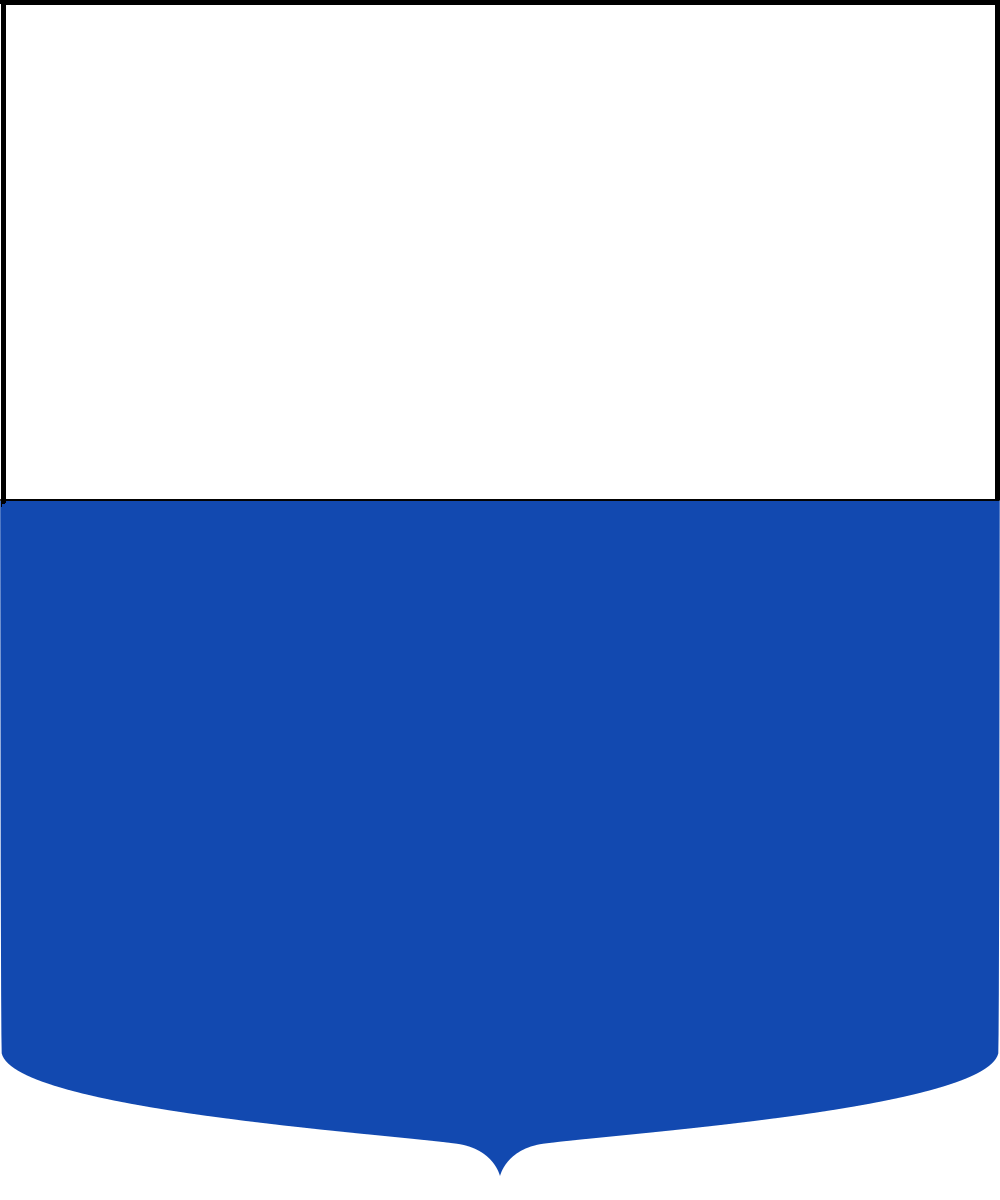
Stemma Zulian

Paolo Zuliani, detto Polo, anche Zulian, (XIV secolo) fu un nobile, ambasciatore e duca eletto di Candia veneziano, celebre per aver ricusato il titolo di duca di Candia per modestia dopo la sua elezione nel 1382.

## Biografia
Polo Zuliani era membro della famiglia Zuliani, una famiglia patrizia veneziana. Viene allibrato nell'estimo del comune del 1379 insieme a sier Franscesco Zulian. Entrambi erano da Santa Fosca (Cannaregio), dimora storica degli Zuliani.
Zuliani era un "soggetto notissimo per varie ambascerie". Zuliani era tra i dodici ambasciatori spediti in Istria ad incontrare il doge Antonio Venier. Fu eletto Duca di Candia nel 1382, ma ricusò per modestia. Ireneo della Croce definì questo gesto un "esempio raro di modestia".
Nel 1410 Zuliani fu eletto Procuratore di San Marco. Suo nipote Andrea fu un autore e traduttore. Tradusse Cassio Dione in latino, e lasciò parecchie orazioni, per le quali fu lodato da Flavio Biondo nella sua Italia illustrata.